# Trompe-l’œil (Zoug)
Pour les articles homonymes, voir Trompe-l'œil (homonymie).
Le trompe-l’œil de Zoug est une peinture colorée de 112 mètres de long créée en 1998 par Maria Bettina Cogliatti sur la baie de la catastrophe, en Suisse.

## Description
Cogliatti a peint le trompe-l’œil en 1998 avec de la peinture acrylique sur le mur de béton du pont Vorstadtbrücke de Zoug. Pour ce faire, elle a juxtaposé trois champs de couleurs chaudes et deux couleurs froides (ou vice versa). 21 tons de couleurs sont mis en contraste les uns avec les autres de telle manière que les couleurs vont du jaune-orange chaud du côté du quai Vorstadtquai au violet, au vert et au rouge riches, et enfin vers l'Alpenquai dans un bleu froid. Ainsi, les couleurs simulent un cours coloré du ciel pendant la journée, de l'aube au crépuscule. Cogliatti a agencé les surfaces colorées afin de créer des interruptions illusionnistes, des niches et des fenêtres dans le mur et ainsi créer un espace de vie imaginaire, une «ville colorée».
Le trompe-l’œil complète la couleur des maisons colorées et encore existantes/originales de la Vorstadt  et redonne ainsi vie à la rangée de maisons englouties. "Les reflets colorés du mur au plafond et au sol créent une sensation d'aquarium par temps chaud…" La séquence de couleurs rappelle également une journée avec les couleurs du ciel, de l'aube au crépuscule. «Les grands espaces ouverts de la fresque […] forment une plate-forme idéale pour divers messages.» «Il y a un endroit à Zoug qui mène directement dans l'âme des jeunes. Une sorte de Facebook physique […] - le grand mur coloré dans la baie de la catastrophe, entre Rössliwiese et Alpenquai.»"

## Histoire
Dans les années 1970, Hans Potthof a peint le mur de béton de 112 mètres de la Vorstadtbrücke avec des enfants; mais cette œuvre a été détruite au cours du temps par des graffiti. En 1995, Cogliatti a chargé 55 enfants de peindre ce même mur de béton pour le compte du Zuger Schul- und Stadtbauamt. Le thème/sujet était Wohnen (en allemand : "Vivre/habiter" dans un sens large), la peinture était principalement dans des tons de bleu - des allusions aux maisons qui ont été englouties dans le lac en 1887 lors de la catastrophe connue comme Vorstadtkatastrophe. La peinture murale a été inaugurée le 6 juillet 1995, un jour après la rénovation complète de la Rigiplatz juste au-dessus de la murale, ce qui rappelle la même catastrophe.
En 1998, après que la peinture ait été dégradé à plusieurs reprises, la ville a chargé Cogliatti de repeindre le mur. Avec l'aide d'un peintre plat et pendant environ 140 heures, l'artiste a mis en œuvre «ses propres visions sculpturales et colorées». Son objectif était, entre d'autres, de simuler une troisième dimension à l'aide de la juxtaposition des couleurs; elle a ainsi donné à son œuvre le nom de « trompe-l'œil »; à cette fin elle devait briser la dominance des trappes de fenêtre dans le mur à travers les couleurs. Cogliatti a terminé son trompe-l’œil début août 1998.